# The Prodigal Judge
Pour plus de détails, voir Fiche technique et Distribution.
The Prodigal Judge est un film américain réalisé par Edward José et sorti en 1922.

## Fiche technique
- Réalisation : Edward José
- Scénario : John Lynch, Edward José d'après The Prodigal Judge de Vaughn Kester (1911)
- Producteur : Albert E. Smith
- Photographie : Charles J. Davis, Joseph Shelderfer
- Production : Vitagraph Company of America
- Genre : Drame romantique[1]
- Durée : 80 minutes
- Date de sortie : 19 février 1922

## Distribution
- Jean Paige : Betty Malroy

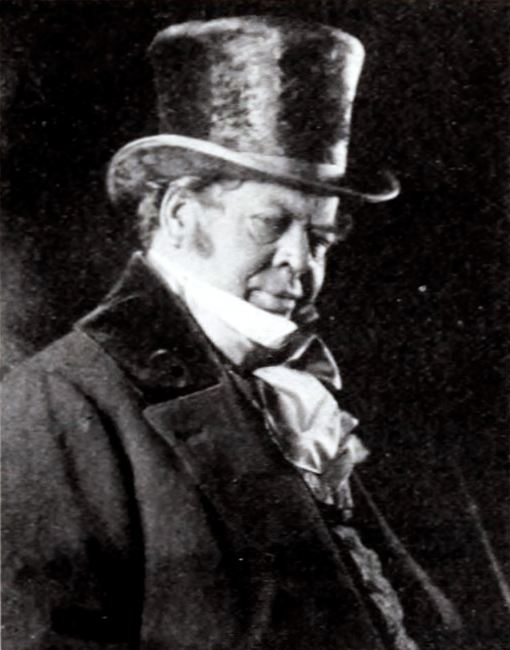
Macklyn Arbuckle.

- Macklyn Arbuckle : Juge Slocum Price
- Ernest Torrence : Solomon Mahaffy
- Earle Foxe : Bruce Carrington
- Arthur Edmund Carewe : Col. Fentress
- Horace Braham : Charles Norton
- Charles Kent : le général Quintard
- Charles Eaton : Hannibal
- Robert Milasch : Bob Yancy
- George Bancroft : Cavendish
- Peggy Shanor : Bess Hicks
- Lillian Van Arsdale : M. Cavendish
- Mary Curran : Mme. Hicks